# Шљивовац (Гвозд)
Шљивовац је насељено место у општини Гвозд, на Кордуну, Република Хрватска.

## Историја
Шљивовац се од распада Југославије до августа 1995. године налазио у Републици Српској Крајини.

## Становништво
Насеље је према попису становништва из 2011. године имало 32 становника.
| Националност       | 1991.        |
| Срби               | 167 (98,81%) |
| Хрвати             | 0            |
| Југословени        | 2 (1,18%)    |
| остали и непознато | 0            |
| Укупно             | 169          |

### Аустроугарскипопис 1910.
На попису 1910. године насеље Шљивовац је имало 695 становника, следећег националног састава:
- укупно: 695
- Срби — 695 (100%)